# Sicya obscurissima
Sicya obscurissima är en fjärilsart som beskrevs av Thierry-mieg 1894. Sicya obscurissima ingår i släktet Sicya och familjen mätare. Inga underarter finns listade i Catalogue of Life.